# Polepy (Kolíni járás)
Polepy település Csehországban, a Kolíni járásban. Polepy Kolín, Pašinka, Nebovidy és Červené Pečky településekkel határos. Lakosainak száma 640 fő (2024. január 1.).

## Népesség
A település lakosságának változását az alábbi diagram mutatja:
| Lakosok száma | 306  | 327  | 398  | 374  | 367  | 542  | 652  | 636  | 646  | 640  |
|               | 1869 | 1890 | 1921 | 1950 | 1980 | 2001 | 2017 | 2019 | 2022 | 2024 |